# Persone di nome Denise
| Questa pagina contiene informazioni ricavate automaticamente dalle voci biografiche con l'ausilio del template Bio e di un bot. L'aggiornamento è periodico e automatico e ricostruisce completamente la pagina. Se manca una persona in questa lista, sei pregato di non aggiungerla, ma accertati piuttosto che la sua voce biografica contenga il template Bio e che i dati anagrafici siano correttamente compilati. Se il template Bio manca, inseriscilo tu stesso o, in alternativa, metti l'avviso {{tmp\|Bio}} che ne segnala la mancanza. Se i dati riportati sono sbagliati, correggi direttamente la voce biografica; le modifiche saranno visibili in questa lista entro pochi giorni. Per chiarimenti vedi il progetto antroponimi. La lista contiene solo le 66 persone che sono citate nell'enciclopedia e per le quali è stato implementato correttamente il template Bio. Pagina aggiornata al 22 lug 2025. |

Questa è una lista di persone presenti nell'enciclopedia che hanno il nome Denise, suddivise per attività principale.

## Antropologhe(1)
- Denise Paulme, antropologa e africanista francese (Parigi, n. 1909 - Parigi, † 1998)

## Archeologhe(1)
- Denise Schmandt-Besserat, archeologa francese (Ay, n. 1933)

## Attrici(17)
- Denise Alexander, attrice statunitense (New York, n. 1939 - † 2025)
- Denise Capezza, attrice italiana (Napoli, n. 1989)
- Denise Crosby, attrice e ex modella statunitense (Hollywood, n. 1957)
- Denise Darcel, attrice e cantante francese (Parigi, n. 1924 - Los Angeles, † 2011)
- Denise Dowse, attrice statunitense (Honolulu, n. 1958 - † 2022)
- Denise Dumont, attrice e produttrice cinematografica brasiliana (Fortaleza, n. 1955)
- Denise Faye, attrice e coreografa statunitense (New York, n. 1963)
- Denise Gough, attrice irlandese (Ennis, n. 1980)
- Denise Grey, attrice italiana (Châtillon, n. 1896 - Parigi, † 1996)
- Corinne Marchand, attrice francese (Parigi, n. 1931)
- Denise McNee, attrice, sceneggiatrice e autrice televisiva britannica (Wegberg, n. 1967)
- Denise Nickerson, attrice statunitense (New York, n. 1957 - Aurora, † 2019)
- Denise van Outen, attrice, cantante e ballerina britannica (Stanford-le-Hope, n. 1974)
- Denise Richards, attrice e modella statunitense (Downers Grove, n. 1971)
- Denise Tantucci, attrice italiana (Fano, n. 1997)
- Denise Weinberg, attrice e regista teatrale brasiliana
- Denise Zich, attrice tedesca (Wolfen, n. 1975)

## Attrici teatrali(1)
- Denise Stoklos, attrice teatrale, drammaturga e regista teatrale brasiliana (Irati, n. 1950)

## Biatlete(1)
- Denise Herrmann, ex biatleta e fondista tedesca (Bad Schlema, n. 1988)

## Calciatrici(3)
- Denise De Luca, calciatrice italiana (n. 1992)
- Denise Mazzola, calciatrice italiana (Milano, n. 1993)
- Denise O'Sullivan, calciatrice irlandese (Cork, n. 1994)

## Cantanti(5)
- Denise Faro, cantante e attrice italiana (Roma, n. 1988)
- Denise Ho, cantante, attrice e attivista hongkonghese (Hong Kong, n. 1977)
- Denise Lopez, cantante messicana (Città del Messico, n. 1972)
- Denise Rosenthal, cantante e attrice cilena (Santiago del Cile, n. 1990)
- Vanity, cantante, attrice e modella canadese (Niagara Falls, n. 1959 - Fremont, † 2016)

## Cantautrici(1)
- Denise, cantautrice e musicista italiana (Salerno, n. 1986)

## Cestiste(3)
- Denise Curry, ex cestista e allenatrice di pallacanestro statunitense (Fort Benton, n. 1959)
- Denise Dignard, ex cestista canadese (Port-Cartier, n. 1961)
- Denise Scott, ex cestista canadese (Toronto, n. 1969)

## Ciclocrossiste(1)
- Denise Betsema, ciclocrossista olandese (Oudeschild, n. 1993)

## Costumiste(1)
- Denise Cronenberg, costumista canadese (Toronto, n. 1938 - Burlington, † 2020)

## Culturiste(1)
- Denise Masino, culturista e modella statunitense (Brooklyn, n. 1968)

## Doppiatrici(1)
- Denise Oliver, doppiatrice canadese (Toronto, n. 1979)

## Fotografe(1)
- Denise Colomb, fotografa francese (Parigi, n. 1902 - Parigi, † 2004)

## Giocatrici di curling(1)
- Denise Pimpini, giocatrice di curling italiana (Rivoli, n. 1995)

## Giornaliste(1)
- Denise Pardo, giornalista e scrittrice italiana (Il Cairo, n. 1954)

## Militari(1)
- Denise Bloch, militare francese (Parigi, n. 1916 - Ravensbrück, † 1945)

## Modelle(3)
- Denise Milani, modella ceca (Frýdek-Místek, n. 1976)
- Denise Perrier, modella, attrice e politica francese (Ambérieu-en-Bugey, n. 1935)
- Denise Quiñones, modella portoricana (Ponce, n. 1980)

## Multipliste(1)
- Denise Lewis, ex multiplista britannica (West Bromwich, n. 1972)

## Pallavoliste(1)
- Denise Hanke, ex pallavolista tedesca (Berlino, n. 1989)

## Pattinatrici artistiche su ghiaccio(1)
- Denise Biellmann, pattinatrice artistica su ghiaccio svizzera (Zurigo, n. 1962)

## Pesiste(2)
- Denise Hinrichs, pesista tedesca (Rostock, n. 1987)
- Denise Kemkers, pesista e discobola olandese (Heerhugowaard, n. 1985)

## Politiche(2)
- Denise Bronzetti, politica e funzionaria sammarinese (Città di San Marino, n. 1972)
- Denise Majette, politica e magistrato statunitense (New York, n. 1955)

## Produttrici cinematografiche(1)
- Denise Di Novi, produttrice cinematografica, produttrice televisiva e regista statunitense (Los Angeles, n. 1956)

## Schermitrici(2)
- Denise Holzkamp, ex schermitrice tedesca (Berlino, n. 1973)
- Denise O'Connor, ex schermitrice statunitense (Bayonne, n. 1935)

## Sciatrici alpine(3)
- Denise Feierabend, ex sciatrice alpina svizzera (Engelberg, n. 1989)
- Denise Karbon, ex sciatrice alpina italiana (Bressanone, n. 1980)
- Denise Zöhrer, ex sciatrice alpina austriaca (n. 1996)

## Scrittori(1)
- Denis Vairasse, scrittore francese (Alès, n. 1630 - † 1672)

## Scrittrici(3)
- Denise Levertov, scrittrice e poetessa britannica (Ilford, n. 1923 - † 1997)
- Denise Mina, scrittrice e drammaturga britannica (Glasgow, n. 1966)
- Denise Robins, scrittrice britannica (Londra, n. 1897 - † 1985)

## Soprani(1)
- Denise Duval, soprano francese (Parigi, n. 1921 - Bex, † 2016)

## Storiche(1)
- Denise Tonella, storica e museologa svizzera (Airolo, n. 1979)

## Tenniste(1)
- Denise Carter, ex tennista statunitense (n. 1950)

## Senza attività specificata(2)
- Denise Parker, ex arciera statunitense (Salt Lake City, n. 1973)
- Denise Scott Brown, architetta statunitense (Nkana, n. 1931)